# Chaussée romaine de Tongres à Herstal
 (avril 2012).
Si vous disposez d'ouvrages ou d'articles de référence ou si vous connaissez des sites web de qualité traitant du thème abordé ici, merci de compléter l'article en donnant les références utiles à sa vérifiabilité et en les liant à la section « Notes et références ».
L’ancienne voie de Tongres à Herstal est dénommée chaussée Brunehault sur les deux tiers de son parcours constitués de rues puis de chemins en quittant Vottem. Le dernier tiers est utilisé par la route N20 de Liège à Tongres. Sa longueur est de 16 kilomètres.

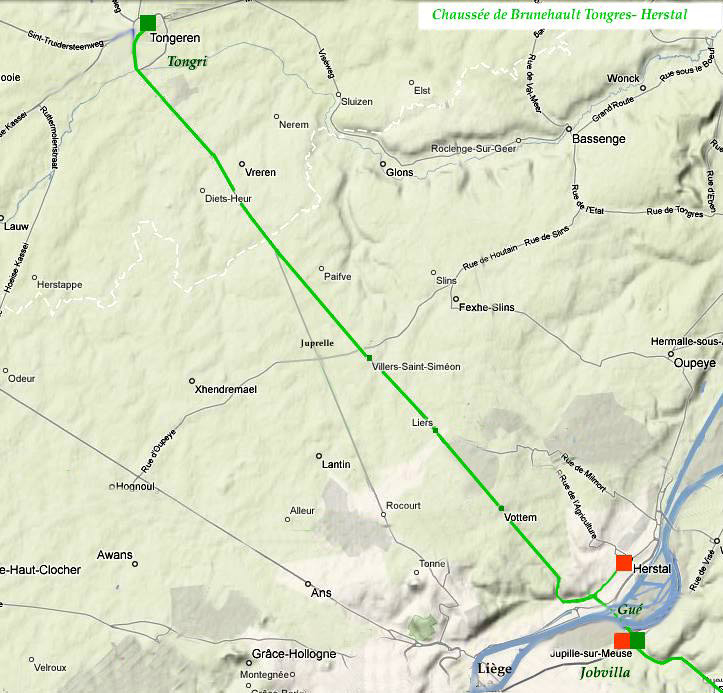
Axe romain de la voie de Tongres à Aix-la-Chapelle jusqu'au gué de Herstal, appelée chaussée Brunehault sur un tronçon.

## Parcours
La chaussée - axe romain - de Tongres à Aix-la-Chapelle et de Tongres à Trèves passait par le gué de la Meuse entre Coronmeuse (Herstal) et Jupille-sur-Meuse. Entre Tongres et Vottem, c'est une ligne droite, passant par Villers-Saint-Siméon et Liers, dont quasi tous les éléments sont encore présents. Elle aboutissait à Bernalmont, et puis descendait du plateau par deux chemins creux, vers Coronmeuse. Sur la rive, en face : la villa romaine Jobvilla de Jupille et la vallée qui permet de monter à Herve où on l'appelle chaussée Charlemagne. Pour aller à Trèves on empruntait la voie des Ardennes.

## Évolution
À l'origine, les chaussées romaines étaient planifiées et établies toutes droites. Au cours de son histoire, du fait de modifications locales, son parcours est devenu légèrement sinueux par endroits. Par exemple, au carrefour de Liers, il y a un décalage de quelques mètres.
La longue descente vers la Meuse, à travers Vottem était interrompue par une contre-pente après le passage du Rida (ruisseau). Ici, le Sentier n° 44 (Vottem) court en parallèle à la Chaussée romaine. On peut supposer qu'au fil des siècles, les voyageurs, et particulièrement les meneurs d'animaux de bât (cheval de bât, mulet et âne) aient voulu éviter le passage embourbé du Rida (surtout en hiver), ainsi que la butte prononcée (actuel carrefour de la Chaussée Brunehault et la Rue Vert-Vinâve) en empruntant ce sentier parallèle.
La descente du dernier coteau, entre Bernalmont et Jolivet se fait par deux chemins creux, à même la roche (Rue du Baron, et Rue des Petites Roches). Ceux-ci sont actuellement en sens unique; on ne sait pas si un tel système de sens uniques existait déjà des temps romain et médiévaux.
Le tronçon sud de la chaussée (entre Paifve et Coronmeuse) n'a été utilisé que pour le trafic local après la mise en service du pont des Arches de Liège au Moyen Âge. C’était au début de 20e siècle un chemin pratique mais calme, recommandé aux promeneurs.

## Galerie photographique

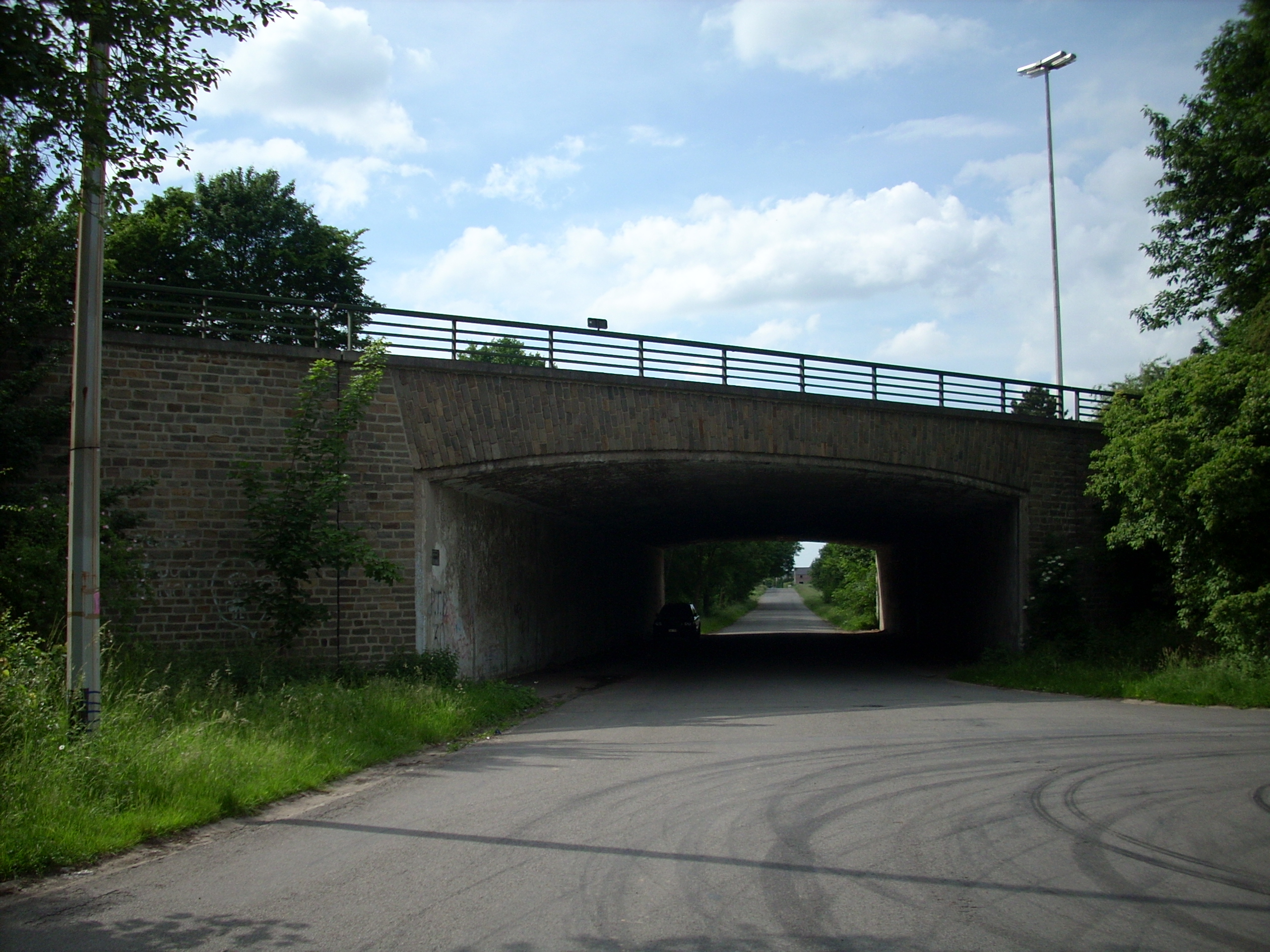
Passage sous l’autoroute E313, avant Liers
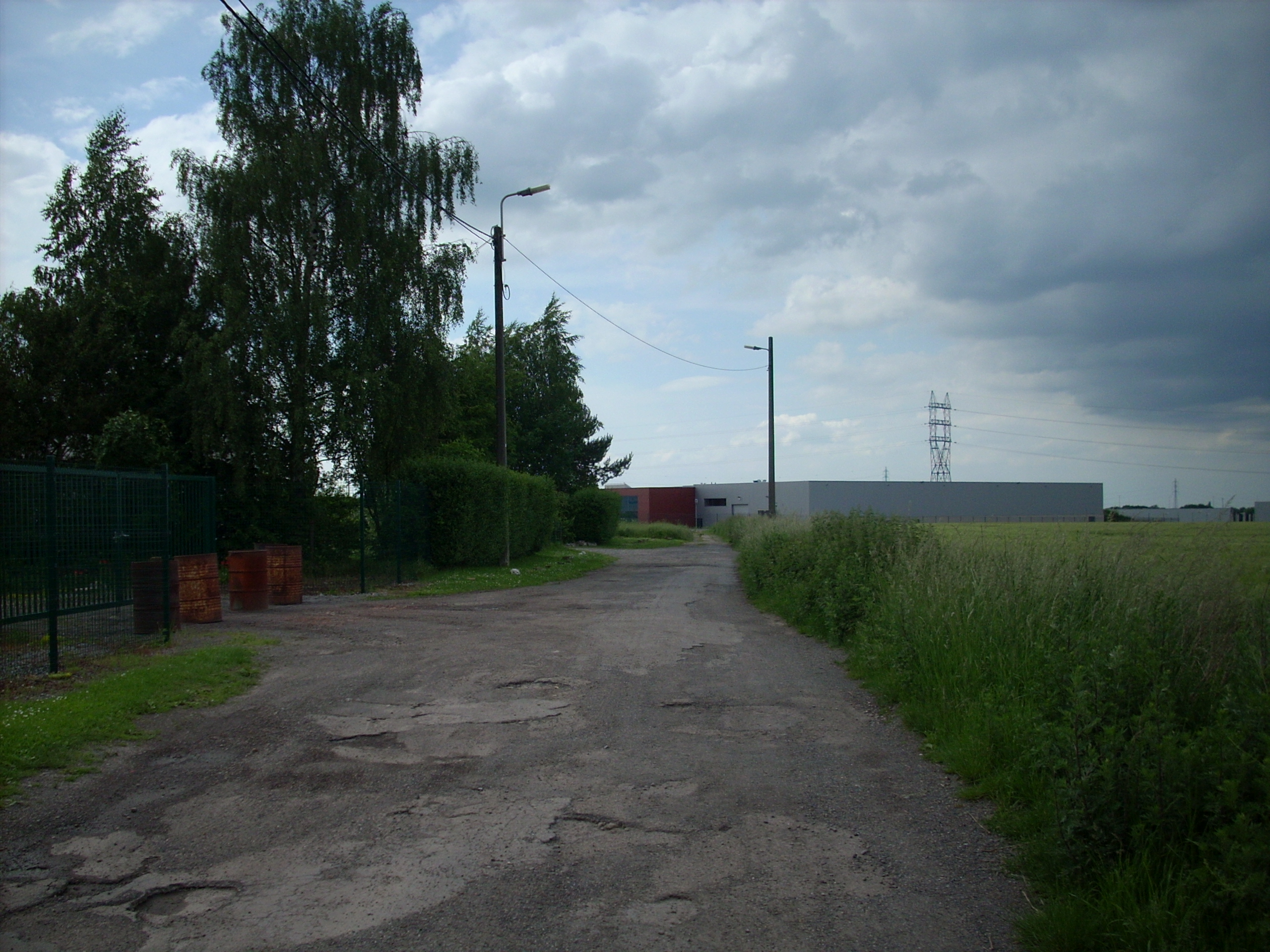
Un des derniers lambeaux non modernisés a disparu récemment[Quand ?] sous une nouvelle construction industrielle.